# Rodik
Rodik is een plaats in Slovenië en maakt deel uit van de gemeente Hrpelje-Kozina in de NUTS-3-regio Obalnokraška. De plaats telde 330 inwoners op 1 januari 2020.